# Stigmaulax cayennensis
Stigmaulax cayennensis (denominada, em inglês, Cayenne moon snail) é uma espécie predadora de molusco gastrópode marinho do oeste do oceano Atlântico, pertencente à família Naticidae da ordem Littorinimorpha. Foi classificada por César Auguste Récluz, em 1850, com o nome Natica cayennensis.

## Descrição da concha e hábitos
Concha de coloração marrom-clara e com marcas em zigue-zague, mais escuras e mais ou menos largas, em sua superfície polida e arredondada, de acabamento brilhante; dotada de espiral baixa e com até 3 centímetros de comprimento, quando desenvolvida. Por baixo é visível um umbílico profundo e aberto, próximo à sua columela branca e ao seu lábio externo, que é fino; com abertura, próxima, também branca. Opérculo calcário, fechando totalmente a abertura semicircular da sua concha.
A espécie vive em substrato arenoso que vai, na zona nerítica, de 25 até uma profundidade de 80 metros.

## Distribuição geográfica
Stigmaulax cayennensis ocorre no Atlântico Ocidental, entre o golfo do México, passando pelo mar do Caribe, incluindo leste da Colômbia e a Venezuela, e do Amapá até a região sudeste do Brasil, em São Paulo ou Espírito Santo.